# Sikorsky CH-148 Cyclone
Der Sikorsky CH-148 Cyclone ist ein Militärhubschrauber für die kanadischen Streitkräfte, der von zwei Wellentriebwerken angetrieben wird. Der Hubschrauber basiert auf der zivilen Version der Sikorsky S-92 der Sikorsky Aircraft Corporation. Sie ersetzen schrittweise die veralteten CH-124 Sea King, die seit 1960 genutzt werden.
Die Helikopter werden von der Royal Canadian Air Force hauptsächlich für die Verwendung auf Schiffen der kanadischen Marine betrieben. Ihre Einsatzzwecke werden die Jagd nach U-Booten sowie Such- und Rettungsmissionen sein. Die kanadischen Streitkräfte haben insgesamt 28 dieser Hubschrauber bestellt. Ursprünglich war die Einsatzbereitschaft für 2013 vorgesehen. Nach diversen Problemen wurde 2017 der Termin für die volle Einsatzbereitschaft der ersten Maschinen auf 2018 festgelegt und das Programmende auf 2023.
Die Hubschrauber sind im Wesentlichen der „423 Maritime Helicopter Squadron“ sowie der „443 Maritime Helicopter Squadron“ des „12 Wing“ zugewiesen. Die 423. Staffel ist auf der CFB Shearwater in Shearwater, Nova Scotia stationiert, während die 443. Staffel auf dem Flughafen Victoria International in der Nähe von Victoria, British Columbia stationiert ist.

## Geschichte
Das Canadian Forces Maritime Helicopter Project (MHP) wurde in den 1980er Jahren gestartet. Damals entschied man sich für den Kauf von 50 neuen Hubschraubern des Typs AW CH-149 Cormorant. Von diesen wurde eine erste Lieferung in der Variante als Such- und Rettungshubschrauber in Dienst gestellt. Nach dem Regierungswechsel im Herbst 1993 wurden die weiteren Lieferungen abbestellt.
Zu Beginn des neuen Jahrtausends wurde ein neues Auswahlverfahren zum Ersatz der CH-124 Sea King gestartet. Am 23. November 2004 wurde der Sikorsky CH-148 zum Gewinner erklärt. Die 28 CH-148 sollten insgesamt 1,8 Milliarden Dollar kosten und die ersten CH-148 sollten bis Januar 2009 ausgeliefert werden. Sikorskys lokale Subunternehmer General Dynamics Canada und L-3 MAS sind zuständig für die Wartung. Dies beinhaltet auch den Betrieb des Maritime Helicopter Training Centre mit zwei Simulatoren. Hinzu kamen weitere Verträge für Ersatzteile und den Support.
Der erste Flug eines CH-148 (Seriennummer 801) fand am 15. November 2008 in Florida statt. Im März 2010 begannen die ersten Flugübungen auf der HMCS Montréal mit Starts und Landungen sowie weiteren Übungen.
Ab Juni 2015 liefen die ersten Maschinen Block 1 zu. Im Januar 2018 wurde dann die fünfzehnte und letzte Maschine Block 1 an die kanadischen Streitkräfte geliefert. Im April und Juni 2018 folgte die Lieferung von weiteren Maschinen Block 2. Bis November 2021 hatten die kanadischen Streitkräfte insgesamt 24 Maschinen (Block 1 und Block 2) abgenommen.
Am 30. April 2020 stürzte ein Helikopter dieses Typs in der Nähe der Insel Kefalonia ins Mittelmeer. Er gehörte zur kanadischen Fregatte HMCS Fredericton (FFH 337).

## Design
Die Hubschrauberzelle besteht aus einem Metall- und Composite-Rahmen. Der Hauptrotor ist vierblättrig und breiter sowie länger als der des S-70 Blackhawk. Es wurden einige Sicherheitsverbesserungen eingefügt. So verfügt der Hubschrauber über einen Schutz gegen Vogelschlag und weist verbesserte Flugeigenschaften bei diversen Flugbewegungen auf. Ein aktives Vibrationssystem reduziert die Vibrationen im Fluggastraum, was für einen angenehmeren Flug sorgt.

## Technische Daten
- Besatzung: 4 (2 Piloten, 1 taktischer Koordinator, 1 Radarüberwacher)
- Kapazität: 6 in Missionskonfiguration, bis zu 22 Personen in Transportkonfiguration
- Länge: 20,9 m
- Rotor Durchmesser: 17,7 m
- Höhe: 4,7 m
- Höchstabflugmasse: 12.993 kg
- Triebwerke: 2 × General Electric CT7-8A7 Turboshaft, (jeweils 2.238 kW)
- Höchstgeschwindigkeit: 306 km/h
- Dienstgipfelhöhe: 4.572 m
- Bewaffnung:
  - 2 × MK-46-Torpedos an seitlich angebrachten Außenlaststationen (Integration lediglich angedacht)
  - 1 × seitenlaffetiertes 7,62-mm-Maschinengewehr C6 GPMG mit 100 Schuss Munition
- Reichweite: 450 km ohne Tankstopp

Der CH-148 soll mit einem System zur Suche und Lokalisierung von U-Booten ausgestattet werden. Des Weiteren verfügt der Hubschrauber über Systeme zur Abwehr anfliegender Raketen. Das integrierte Missionssystem wurde von General Dynamics Canada entwickelt, wie auch das Sonobuoy Acoustic Processing System. Der Hubschrauber verfügt über Radarsysteme des Typs Telephonics APS-143B, ein EO-System von Flir Systems SAFIRE III, ein Sonar des Typs des Models L-3 HELRAS und ein ESM von Lockheed Martin AN/ALQ-210. CMC Electronics entwickelte das Flight Management System des Typs CMA-2082MH.

## Entwicklung und Einführung
Die ersten Auslieferungen waren für November 2008 vorgesehen. Aufgrund von US-Waffenexportbeschränkungen für Komponenten des CH-148 seitens der US-Regierung und anderer Probleme genehmigte die kanadische Regierung im April 2009 eine Verlängerung der Lieferfrist um zwei Jahre. Im Mai 2011 wurde ein CH-148 vom Hersteller auf der kanadischen Militärbasis CFB Shearwater ausgeliefert, der aber nicht den vertraglichen Anforderungen entsprach; er wurde von den Kanadiern nicht abgenommen und blieb daher im Besitz von Sikorsky. Als neuer Liefertermin der CH-148 wurde der Juni 2012 angegeben. Sikorsky hatte zu diesem Termin einen CH-148 geliefert, der aber wieder nicht von den Kanadiern abgenommen wurde. Daraufhin erklärte der kanadische Verteidigungsminister Peter MacKay den Kauf der CH-148 zur schlechtesten Beschaffung in der Geschichte Kanadas. Über die Art der Probleme, die zur Nichtabnahme des CH-148 führten, machen beide Seiten keine Angaben.
Aufgrund der Gewichtszunahme während der Entwicklungsphase mussten stärkere Triebwerke und stärkere Getriebe eingebaut werden. Beides soll noch zu starke Vibrationen erzeugen und noch nicht zertifiziert sein. Die Missions-Software soll zwar fertig, aber noch nicht in den CH-148 integriert worden sein. Es werden Strafzahlungen für die Verspätungen fällig, aber Sikorsky hat bisher noch kein Strafgeld gezahlt. Sikorsky will das weitere Vorgehen bezüglich des CH-148 mit der kanadischen Regierung besprechen. Die bisherige Software für die Einsatzsysteme, welche Waffeneinsatz und Selbstverteidigung steuern sollte, funktioniert noch nicht. Der Datenaustausch über den Datalink ist noch nicht funktionsfähig. Die Einsatzdauer beträgt 21 Minuten weniger als vertraglich minimal gefordert. Weiter erfüllen die Turbinen nicht die gewünschte Leistung bei Einturbinen-Notbetrieb oder in tropischen- und wüstenähnlichen Gebieten. Es sollen vorerst Interims-CH-148 zur Ausbildung der Besatzungen geliefert werden, die später auf den vertraglich vereinbarten Stand hochgerüstet werden sollen. Da die Seakings 2015 außer Dienst gestellt werden, sollten die 28 CH-148 bis 2018 geliefert und voll einsatztauglich sein. Da kein einziger Meilenstein in der Beschaffung und Indienststellung erreicht wurde, wurde im September 2013 über die Vertragskündigung und Beschaffung eines anderen Hubschraubers debattiert.
Die Flotte der CH-148-Hubschrauber wurde am 10. März 2017 mit einem Flugverbot belegt, nachdem bei einem Testflug ein Fehler in einem der Flugkontrollrechner aufgetreten war. Der Softwarefehler wurde behoben und der Flug- und Ausbildungsbetrieb nach neun Wochen wieder aufgenommen.

## Potentielle Interessenten
Die Deutsche Marine bekundete 2011 unverbindlich Interesse am CH-148, um ihre Sea Kings zu ersetzen.

## Vergleichbare Hubschrauber
- AgustaWestland CH-149 „Cormorant“ (AW101)
- AgustaWestland AW159
- Eurocopter EC.725 „Caracal“
- Sikorsky MH-60R „Strikehawk“
- NHI NH-90NFH „Caiman“